# Esteban Edward Torres

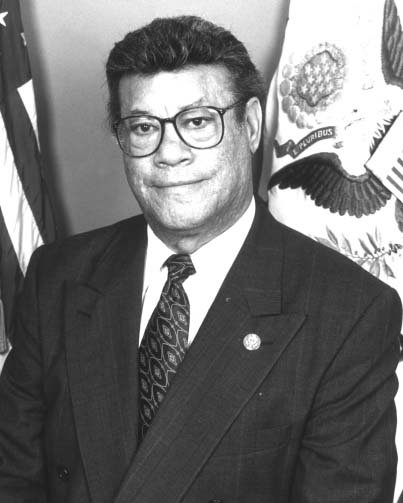
Esteban Edward Torres

Esteban Edward Torres (* 27. Januar 1930 in Miami, Arizona; † 25. Januar 2022 in West Covina, Kalifornien) war ein US-amerikanischer Politiker (Demokratische Partei). Zwischen 1983 und 1999 vertrat er den Bundesstaat Kalifornien im US-Repräsentantenhaus.

## Werdegang
Esteban Torres besuchte bis 1949 die James A. Garfield High School in East Los Angeles. Während des Koreakrieges diente er zwischen 1949 und 1953 in der US Army. In den folgenden Jahren studierte er bis 1966 an verschiedenen Universitäten. Torres engagierte sich in der Arbeiterbewegung und war in verschiedenen Funktionen für diese tätig. Gleichzeitig schlug er als Mitglied der Demokratischen Partei eine politische Laufbahn ein. Zwischen 1977 und 1979 war er amerikanischer Vertreter bei der UNESCO in Paris. Von 1979 bis 1981 gehörte er dem Beraterstab von Präsident Jimmy Carter an. Zwischen 1968 und 1983 nahm Torres an allen regionalen Parteitagen der Demokraten in Kalifornien teil. Außerdem war er zwischen 1984 und 1996 Delegierter zu allen Democratic National Conventions.
1974 kandidierte Torres noch erfolglos für das US-Repräsentantenhaus. Bei den Kongresswahlen des Jahres 1982 wurde er dann aber im 34. Wahlbezirk von Kalifornien in das US-Repräsentantenhaus in Washington, D.C. gewählt, wo er am 3. Januar 1983 die Nachfolge von Dan Lungren antrat. Nach sieben Wiederwahlen konnte er bis zum 3. Januar 1999 acht Legislaturperioden im Kongress absolvieren. Von 1986 bis 1987 war er Vorsitzender des Congressional Hispanic Caucus.
Im Jahr 1998 verzichtete er auf eine weitere Kandidatur. Von 1997 bis 2007 gehörte Torres der Verkehrskommission des Staates Kalifornien an. Er lebte mit seiner Frau in West Covina, wo er im Januar 2022 zwei Tage vor seinem 92. Geburtstag starb.